# Sharon Carter
Sharon Carter (ook wel bekend als Agent 13) is een personage uit de strips van Marvel Comics. Ze kwam voor het eerst voor in Talos of Suspense #75 (maart 1966) en werd bedacht door Stan Lee, Jack Kirby en Dick Ayers. Sharon Carter is een geheime S.H.I.E.L.D.-agent van Nick Fury en liefdes interesse van Captain America. Sharon is het achternichtje van Peggy Carter.
De Nederlandse stem van Sharon Carter werd ingesproken door Christa Lips. 

## In andere media

### Marvel Cinematic Universe
Sinds 2014 verschijnt Sharon Carter in het Marvel Cinematic Universe waarin ze wordt vertolkt door Emily VanCamp. Sharon Carter wordt geïntroduceerd als Kate, de buurvrouw van Steve Rogers. Later tijdens een aanval op Nick Fury blijkt Kate een S.H.I.E.L.D.-agent te zijn genaamd Sharon Carter. Tijdens de geïnfiltreerde HYDRA binnen S.H.I.E.L.D. en de loyale S.H.I.E.L.D.-agenten neemt ze het onder andere op tegen Brock Rumlow. Na de ondergang van S.H.I.E.L.D. gaat Sharon Carter werken bij de CIA als geheim agent. In 2016 spreekt Sharon tijdens de begrafenis van haar oudtante Peggy Carter waardoor Steve Rogers geïnspireerd wordt om tegen het Sokovia akkoord te vechten. Na het geven van de verblijf locatie van de Winter Soldier en een kus met Steve, duikt Sharon onder. In 2018 vervaagde Sharon Carter door de zogenoemde Snap uitgevoerd door Thanos. In 2023 haalde Bruce Banner en de Avengers de helft van alle levende wezens terug waardoor ook Sharon weer terugkeerde in de realiteit. Bucky en Sam komen in de stad Madripoor terecht waar Sharon Carter een kunsthandel blijkt te runnen. Bucky, Sam, Baron Zemo en Sharon komen terecht bij de wetenschapper en ontwikkelaar van de nieuwe supersoldaten serums terecht. Hier vecht Sharon tegen enkele handlangers van de misdaadbazen uit Madripoor. Bucky en Sam komen er in de tussentijd achter dat de terroristische groep de Flag Smashers gebruik maken van het superhelden serum gestolen van de Power Broker. Sharon helpt tijdens Bucky en Sam's missies om de Flag Smashers op te sporen. Sharon vermoordt tijdens de aanval van de Flag Smashers in New York Karli Morgenthau en Georges Batroc want ze blijkt de Power Broker te zijn. Sharon krijgt nadat het gevecht afgelopen is een verblijfsvergunning in de Verenigde Staten en haar oude baan bij de CIA terug. Sharon belt met iemand aan de telefoon om te vertellen dat ze nu volledige toegang heeft tot wapens en informatie van de overheid. Sharon Carter komt voor in de volgende films en series:
- Captain America: The Winter Soldier (2014)
- Captain America: Civil War (2016)
- The Falcon and the Winter Soldier (2021) (Disney+)
- What If...? (2021-2024) (stem) (Disney+)

### Televisieserie
- Sharon Carter verschijnt in de animatieserie The Marvel Super Heroes (1966). De stem Sharon werd ingesproken door Vita Linder.
- Sharon Carter verschijnt in de animatieserie Spider-Man (1994). De stem van Sharon werd ingesproken door Rachel Davies.

### Videospellen
- Sharon Carter verschijnt in het videospel Ultimate Spider-Man (2005). De stem van Sharon werd ingesproken door Jane Hajduk.
- Sharon Carter verschijnt in het videospel Lego Marvel Avengers (2016) in een getekende cutscene. De stem van Sharon werd ingesproken door Jennifer Hale.
- Sharon Carter verschijnt in het videospel Marvel Avengers Academy (2016). De stem van Sharon werd ingesproken door Linnea Sage.